# Андерссон, Ким
Ким Вернер Андерссон (швед. Kim Verner Andersson; род. 21 августа 1982, Чевлинге, Швеция) — шведский гандболист, игрок «Истад». Он был признан лучшим правым полусредним чемпионата Европы по гандболу среди мужчин в 2008 году и включен в команду всех звезд турнира, тогда Швеция заняла 5-е место. Также Андерссон был частью шведской команды, которая завоевала серебряную медаль на летних Олимпийских играх 2012 года.

## Карьера

### Клуб
В возрасте 16 лет, перед сезоном 1998/99 Ким присоединился к «Истад» и дебютировал за взрослую команду в 1999 году.
В 2001 году, после перехода в «Севехоф», карьера Кима Андерссона получила значительный толчок. Под руководством Рустана Лундбека он сильно прогрессировал и стал одним из ключевых игроков в команде вместе с Йонасом Лархольмом и Эриком Фритцоном. За четыре сезона он забил  692 гола. Последние два сезона в «Севехофе» были особенно успешными, и команда дважды подряд стала чемпионом Швеции в 2004 и 2005 годах, завоевав золотые медали.
Сезон 2006/2007 ознаменовался наибольшим успехом для Кима Андерссона и его клуба в истории. Благодаря важному вкладу Андерссона, команда «Киль» победила во всех турнирах в Германии (Чемпионат Германии, Кубок Германии и Суперкубок Германии) и выиграла Лигу чемпионов ЕГФ. В общей сложности, в двух финальных играх Лиги чемпионов, Андерссон забил десять голов, в том числе последний, который принес команде победу и завершил игру со счетом 29:27. В Лиге чемпионов Андерссон забив 73 гола занял пятое место в списке бомбардиров.
В апреле 2010 года Ким Андерссон получил травму колена. В том же месяце ему была проведена операция, восстановление заняло более семи месяцев.
В июне 2012 года по семейным причинам Андерссон решил расторгнуть с «Киль» контракт, который изначально был действителен до 2013 года. Сразу после этого Андерссон подписал контракт с датской командой «Копенгаген». Однако месяц спустя, когда Олимпийские игры в Лондоне находились в самом разгаре, команда «Копенгаген» внезапно объявила о своем банкротстве. Несмотря на это, Андерссон все же присоединился к недавно созданной команде «Коллинг» после окончания турнира, чтобы готовиться к предстоящему сезону 2012/13.
С 2015 выступает за команду «Истад», не смотря на свой возраст (40 лет), до сих пор играет на хорошем уровне.

### Сборная
18 июня 2001 года Ким Андерссон дебютировал в национальной сборной в международном матче против Греции. На большом турнире впервые он представил свою страну на Чемпионате мира 2003 года, который проходил в Португалии. Со временем Андерссон стал одним из ключевых игроков национальной сборной и продолжал играть за нее до первой половины 2010-х годов.
Более того, Андерссон был признан лучшим полусредним игроком на Чемпионате Европы 2008 года в Норвегии и на Олимпийских играх 2012 года в Лондоне.
После выигрыша серебряной медали на Олимпийских играх 2012 года в Лондоне, Ким Андерссон впервые заявил, что он сыграл свой последний матч в национальной сборной. Однако в апреле 2013 года он вернулся, но неожиданно получил травму плеча. Впоследствии, к зиме 2014, он снова присоединился к сборной в связи с Чемпионатом мира 2015 года, который проходил в Катаре. Андерссон был вынужден отказаться от участия в 1/8 финала против сборной Польши из-за повторной травмы плеча. Это привело к его решению официально завершить свою карьеру в национальной сборной. Он указал на проблемы с плечом, которые мучили его и в прошлом, в качестве одной из причин этого решения.
В 2016 году перед Олимпийскими играми в Рио-де-Жанейро Андерссон вернулся в состав национальной команды. Однако возвращение Андерссона оказалось не очень удачным. Швеция прошла на Олимпийские игры, но заняла 11 место, опередив только только Тунису.
В период с 2001 по 2019 года он сыграл 240 международных матчей и забил 824 гола за национальную команду.

## Личная жизнь
Киму было нелегко в детстве, так как он вырос в семье, где часто происходили ссоры и употреблялись спиртные напитки. Родители развелись, когда Киму было десять лет, а его младшей сестре — восемь. До шестнадцати лет он жил с матерью, а затем переехал к бабушке и дедушке. Именно там он начал заниматься гандболом. В настоящее время он женат и имеет двоих детей.

## Достижения
Согласно

### Клубные
- Севехоф
  - Чемпионат Швеции
    - Чемпион (2) : 2004, 2005.
- Истад
  - Чемпионат Швеции
    - Чемпион (1) : 2022.
- Киль
  - Гандбольная Бундеслига
    - Чемпион (6) : 2006, 2007, 2008, 2009, 2010, 2012.

  - Кубок Германии:
    - Чемпион (5) : 2007, 2008, 2009, 2011, 2012.

  - Суперкубок Германии
    - Чемпион (4) : 2005, 2007, 2008, 2011.

  - Лига чемпионов ЕГФ
    - Чемпион (3) : 2007, 2010, 2012.
    - Финалист (2) : 2008, 2009.

  - Суперкубок Европы
    - Чемпион (1) : 2007.
- Коллинг-Копенгаген
  - Чемпионат Дании
    - Чемпион (2) : 2014, 2015.

### Международные
- Швеция
  - Олимпийские игры 2012 —  2 место
- Швеция до 21 года
  - Чемпионат мира 2001 —  3 место[14]
  - Чемпионат мира 2003 —  1 место

### Индивидуальные
- Чемпионат мира 2003 до 21 года — MVP турнира.
- Чемпионат Европы 2008 — лучший правый полусредний, включен в команду звезд.
- Олимпийские игры 2012 — лучший полусредний, включен в команду звезд.
- Гандболист года в Швеции (3): 2007, 2008, 2013[15].
- Лучший игрок гандбольной Бундеслиги 2011/12.